# Phelsuma flavigularis
Phelsuma flavigularis là một loài thằn lằn trong họ Gekkonidae. Loài này được Mertens mô tả khoa học đầu tiên năm 1962.

## Hình ảnh

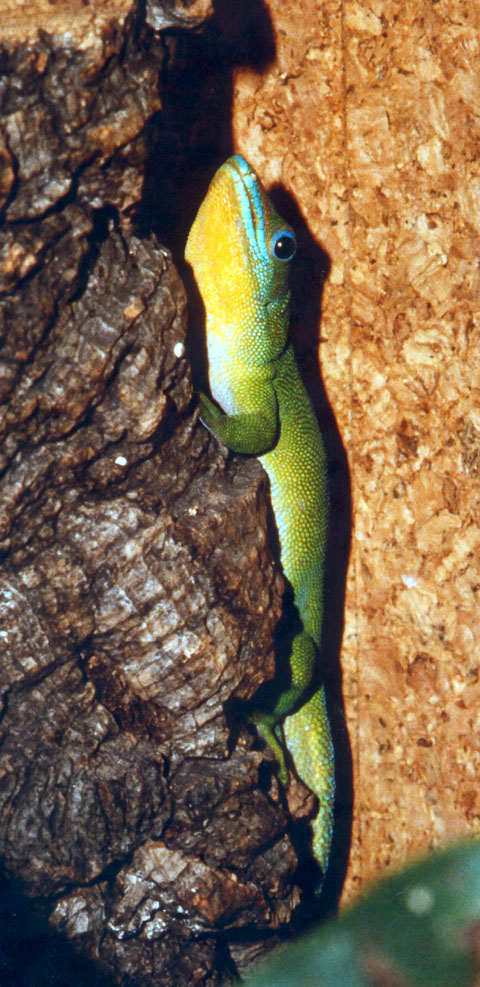